# سليبي فلويد
سليبي فلويد (بالإنجليزية: Sleepy Floyd) مواليد 6 مارس 1960 في غاستونيا، هو لاعب كرة سلة أمريكي معتزل. بدأ مسيرته الاحترافية في سنة 1982. تم اختياره من قبل فريق بروكلين نتس خلال الدرافت. يبلغ طوله 6 قدم 3 بوصة (1.9 م). اعتزل اللعب في 1995. أحرز خلال مسيرته في الإن بي إيه 12260 نقطة بمعدل 12.8 نقطة في المباراة الواحدة.

## المسيرة الاحترافية
لعب مع بروكلين نتس في موسم 1982–1983، ثم لعب مع غولدن ستايت ووريورز من سنة 1982 إلى 1989، ثم لعب مع هيوستن روكتس من سنة 1987 إلى 1993، ثم لعب مع سان أنطونيو سبرز في موسم 1993–1994، ثم لعب مع بروكلين نتس في موسم 1994–1995.

## روابط خارجية
- سليبي فلويد على موقع الاتحاد الدولي لكرة السلة (الإنجليزية)
- سليبي فلويد على موقع إن بي أي (الإنجليزية)
- سليبي فلويد على موقع سبورتس رفرنس (الإنجليزية)
- سليبي فلويد على موقع كرة السلة الأوروبية.كوم (الإنجليزية)
- سليبي فلويد على موقع كلية كرة السلة في سبورتس رفرنس.كوم (الإنجليزية)
- سليبي فلويد على موقع ريلجم (الإنجليزية)
- سليبي فلويد على موقع بروبوليرز (الإنجليزية)
- سليبي فلويد على موقع قاعة كارولاينا الشمالية للمشاهير الرياضية (الإنجليزية)